# Joaquín
Joaquín, właśc. Joaquín Sánchez Rodriguez (wym. /xoaˈkin/ ur. 21 lipca 1981 w El Puerto de Santa María) – były hiszpański piłkarz grający na pozycji prawoskrzydłowego, jedna z legend Realu Betis Sewilla. Współrekordzista (wraz z Andonim Zubizarretą) pod względem liczby meczów rozegranych w hiszpańskiej „ekstraklasie” (obaj po 622 spotkania).

## Kariera klubowa
Karierę zaczynał w Realu Betis. Następnie w latach 2006–2011 był zawodnikiem Valencia CF, do którego przeszedł latem 2006 r. za 25 milionów euro. 23 czerwca 2011 podpisał trzyletni kontrakt z klubem Málaga CF. Kosztował 4 mln euro. W czerwcu 2013 podpisał kontrakt z Fiorentiną. Trzykrotnie zdobył Puchar Króla – pierwszy raz w barwach Betisu, potem reprezentując Valencię CF, a następnie w 2022 ponownie jako gracz Betisu. 15 września 2022, w 39. minucie meczu Ligi Europy pomiędzy Realem Betis a Łudogorcem Razgrad zdobył bramkę, dzięki czemu stał się najstarszym zawodnikiem, który kiedykolwiek trafił do siatki w europejskich pucharach. Joaquin w momencie strzelenia gola miał 41 lat i 56 dni.

## Kariera reprezentacyjna
W seniorskiej reprezentacji Hiszpanii występował w latach 2002–2007. Zagrał z nią na Mistrzostwach Świata 2002, Mistrzostwach Europy 2004 i Mistrzostwach Świata 2006.